# Хилтон, Джавин
Джави́н Ди́онн Хи́лтон (англ. Javine Dionne Hylton), также известная просто как Джави́н (англ. Javine; род. 27 декабря 1981, Лондон) — британская R&B-певица. В 2005 году Джавин представляла Великобританию в конкурсе песни «Евровидение 2005», заняв 22-е место.

## Биография
Она начала заниматься музыкой в возрасте 10 лет. В 2002 году Хилтон принимала участие в телешоу Popstars: The Rivals, однако она не была включена продюсерами в созданную группу Girls Aloud.
В 2003 году певица выпустила сингл «Real Things». Летом 2004 года вышел дебютный альбом Surrender и ещё 3 сингла — «Surrender», Best of My Love и «Don’t Walk Away». Однако из-за низких продаж альбома звукозаписывающий лейбл Jive Records разорвал контракт с певицей. Через два года Джавин приняла участие в шоу-отборе Making Your Mind Up и выиграла его — именно ей представилась возможность представить Великобританию на конкурсе песни «Евровидение 2005» с песней «Touch My Fire». Песня попала на 16-ю строчку британского чарта, а на Евровидение заняла 22-е место из 24-х. Последний релиз певицы — «Don’t Let the Morning Come» с танцевальным дуэтом Soul Avengerz.
23 февраля 2008 года родила дочь Энджел Харви Хилтон от актера Майкла Харви

## Избранная фильмография
| Год  |   | Русское название | Оригинальное название | Роль   |
| ---- | - | ---------------- | --------------------- | ------ |
| 2009 | с | Молокососы       | Skins                 | Прешес |

## Дискография
- Surrender (2004)